# Файф (град)
Файф (на английски: Fife) е град в окръг Пиърс, щата Вашингтон, САЩ. Файф е с население от 4784 жители (2000) и обща площ от 14,7 km². Намира се на 7 m надморска височина. ЗИП кодът му е 98424, а телефонният му код е 253.